# The Ed Sullivan Show
A The Ed Sullivan Show a CBS televízió egyik legfontosabb és legnézettebb, 1948 és 1971 között sugárzott amerikai televíziós műsora volt.
Eredetileg Toast of the Town címen futott, de 1955. szeptember 25-től felvette azt a nevet, amely az egész országban ismertté tette. Ed Sullivan találta ki és vezette. Először 1948. június 20-án este 8-kor került adásba, és 1054 epizódban, több mint húsz éven át folyamatosan, minden vasárnap – 1971. június 6-ig – fix viszonyítási pontot és kihagyhatatlan programot jelentett a nézők számára. Az 1959-es, 16. Golden Globe-on a legjobb televíziós adás díját kapta.
Gyakorlatilag mindenféle szórakoztatás megjelent a műsorban: az operától a rockig, a színdarabtól a balettig. A forma lényegében ugyanaz volt, mint a vaudeville-é.

## Története
Az adás fő rendezője Kenneth Whelan, míg a szövegek szerzői főként Jerry Bresler és Lyn Duddy volt, de más forgatókönyvírók is váltogatták egymást a különböző adásokban. A zeneszerzők között volt Ray Bloch (főleg 1949 és 1965 között) és Buddy Arnold.
A vasárnap este 8 órakor sugárzott epizódok körülbelül egyórásak voltak, 1948 és 1965 között fekete-fehérben, 1965 és 1971 között pedig színesben sugározták, amikor is a televíziós műsor Ed Sullivan Show nevet vette fel.
Amikor a műsor népszerűsége a csúcson volt, a szereplők külföldre mentek, Nagy-Britanniába, Ausztráliába és Japánba, hogy élőben közvetítsenek néhány epizódot. Csak az ezerkilencszázhatvanas évek végén indult meg a Show népszerűsége lefelé, és amikor kikerült a Top20 televízióműsorból, a CBS úgy döntött, hogy hirtelen leállítja az adást, mély keserűséget és csalódást keltve ezzel a műsorvezető lelkében.
Debütálásakor a műsort Dean Martin és Jerry Lewis látta vendégül. A karmester az első epizódoktól kezdve remek kommunikációs és színészi készségeket mutatott, és ahogy mondani szokás, „képes volt átütni a képernyőt”.
A ciklus elején, 1948-ban Ed Sullivan nyomás alá került az Egyesült Államok déli részének szponzoraitól, akik a színesbőrű művészek cenzúráját követelték; Ed Sullivan nemcsak elutasította ezeket a diszkriminatív javaslatokat, de számtalan olyan fekete szereplőt meg is hívott a műsorába, mint például: Fats Domino, Dionne Warwick, Sammy Davis Jr., Nat King Cole, Bo Diddley, Az ötödik dimenzió, James Brown, Aretha Franklin, Mahalia Jackson, The Supremes, The Jackson 5, Nina Simone, The Temptations és Rosa Morena.
Ezenkívül Andrew Frierson fekete basszbaritont meghívták Jerome Kern musicalje Old Man River és Oscar Hammerstein Show Boat című dalainak előadására, amelyeket addig csak fehérbőrű művészek énekeltek, annak ellenére, hogy kifejezetten színesbőrű művészeknek írták őket.
1953-ban a Metropolitan Operaházhoz kapcsolódik a Toast to the Methez Risë Stevensszel, Richard Tuckerrel, Cesare Siepivel, Roberta Petersszel és Robert Merrill-lel, 1956ban pedig a Tosca II. felvonása egyik jelenetében Maria Callas és George London közreműködésével, Dimitri Mitropulosz rendezésében és 1957 januárjában egy jelenet a Pillangókisasszony I. felvonásából Dorothy Kirstennel és Mario Del Monacóval, Max Rudolf rendezésében, februárban egy jelenet a Rigoletto I. felvonásából Hilde Güdennel és Jussi Björlinggel, Fausto Cleva rendezésében és a La donna è mobile áriában, márciusban pedig az André Chénier utolsó duettje Renata Tebaldival és Tuckerrel.
1958-ban Ed Sullivan vezető nemzetközi balett-társulatok előadásait állította képernyőre, többek között Ruth Page Chicagói Opera Balettjét, az Angol Nemzeti Balettet, Roland Petit Ballet de Paris-ját és Igor Alekszandrovics Mojszejev Balettjét a Szovjetunióból.
Az 1950-es években John Serry Sr. harmonikás a CBS Orchestra tagjaként működött közre a műsorban szereplő előadásokon.
A közvetítés helyszíne sokféle volt: lényegében a CBS Televízió stúdiói, a 7800 Beverly Blvd., Fairfax, Los Angeles, Kalifornia; majd Ed Sullivan Színház, 1697 Broadway, Flushing Meadows Park Queensben, a Krone Circus Arena Münchenben, a Miami Beach Kongresszusi Központban, a Moulin Rouge Párizsban, a Shea Stadion Bécsben és a Walter Reed Army Medical Center a Georgia Avenue NW-en, Washingtonban.

## Vendégek

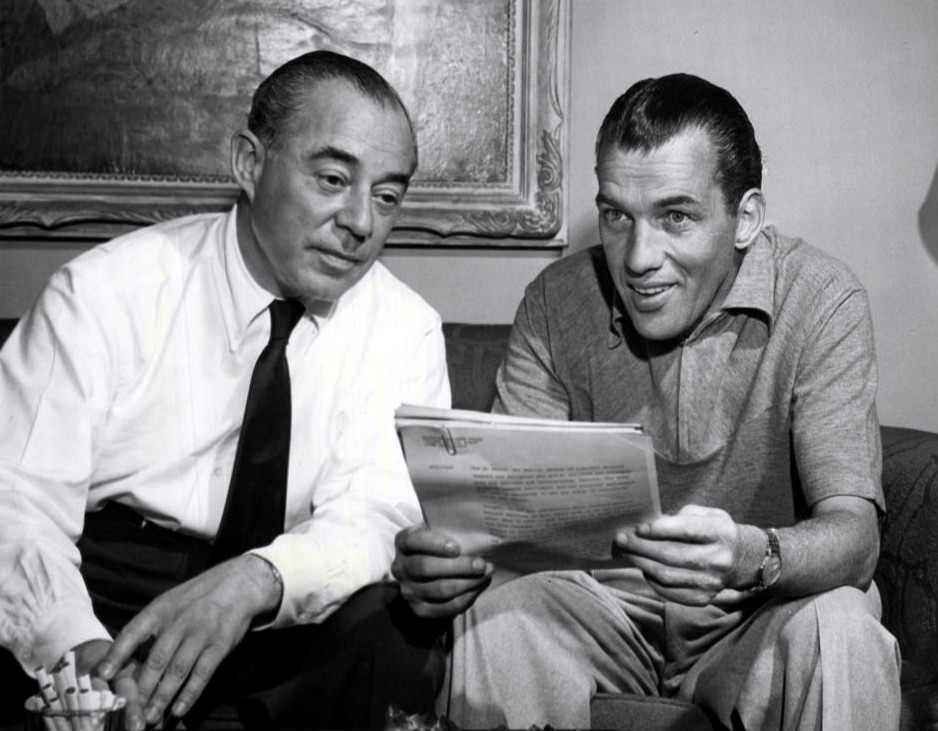
Richard Rodgers és Ed Sullivan 1952-ben
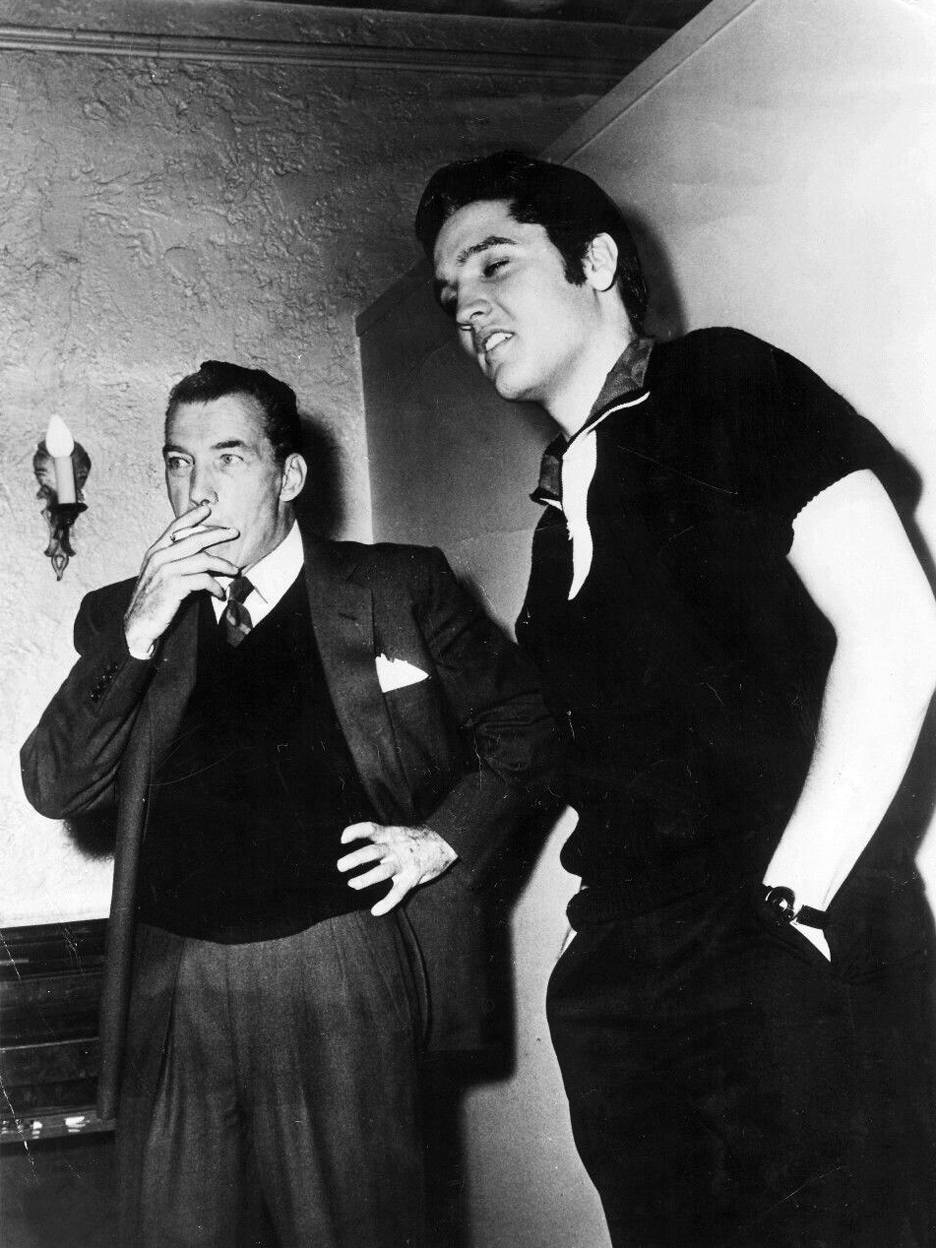
Ed Sullivan és Elvis Presley, 1956 októberében
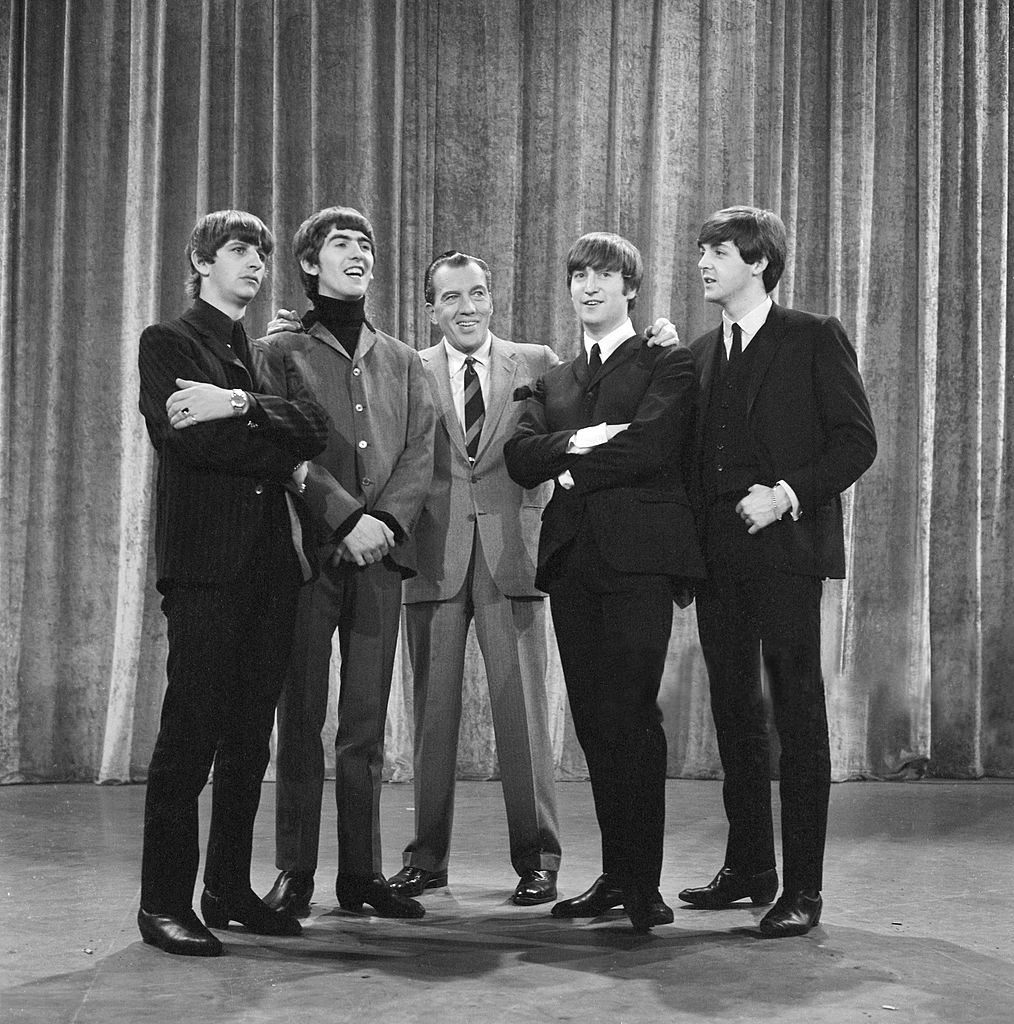
Ed Sullivan a Beatlesszel 1964-ben

Az adásnak fontos díszvendégei voltak (többek között az olasz Johnny Dorelli, Domenico Modugno, Rita Pavone, Ettore Bruno, Gianni Zullo és Brutos), 1961-ben pedig a Bluebell Girls.1955. szeptember 25-től hivatalosan The Ed Sullivan Show-ra változtatta a nevét.
Vendégei között külön említést érdemel Topo Grigio, a Maria Perego által tervezett szép olasz báb, „aki” az évad során többször is visszatért. De Elvis Presley és a The Beatles fellépése volt az, ami rendkívüli szintre emelte a műsor nézettségét maximum 60 millió, illetve 73 millió nézővel. Az Ed Sullivan Show-ban a már említett Beatles mellett a Rolling Stones, a Doors, a Beach Boys, a Creedence Clearwater Revival, Elvis Presley, Ike és Tina Turner, James Brown, Janis Joplin, a Jackson 5, Jefferson Airplane, The Mamas & the Papas is szerepelt. Stevie Wonder, Dionne Warwick, Simon and Garfunkel, Ray Charles, Marvin Gaye, Domenico Modugno (1958-ban, a Volarével) Rita Pavone és más nemzetközileg elismert művészek.
A két gombóc két különböző utat járt be: Elvis Presley-t Ed Sullivan kezdetben elutasította, akinek Michael David Harris életrajzi feljegyzései szerint azt mondta, meg akarja őrizni az ismerős közönséget, így lehetővé tette a The Tonight Show-t, amelyet történelmi riválisa, Steve Allen vezetett, s ő indította el Elvist két héttel korábban, aki ezt követően háromszor volt Ed Sullivan vendége, s a végén maga Sullivan bókolt a fiatal sztárnak egy országos adásban.
Ed Sullivan az elszenvedett kudarc tudatában kárpótolta magát azzal, hogy felvette a kapcsolatot a Beatlesszel, amikor még nem voltak híresek az Egyesült Államokban, Brian Epsteinén kívül az ő érdeke is volt, hogy meggyőzze a Capitol lemeztársaságot, hogy javítsák lemezeik népszerűsítését; és a siker azonnali volt.

## Viták
Néhány polémia emlékezetes volt, például Bob Dylannel 1963-ban, aki nem fogadta el a CBS vezetőinek a John Birch Paranoid Blues „Talkin” című számát illető cenzúráját, és inkább kiment a stúdióból az ajtót maga mögött becsapva, ahelyett, hogy másik dalt énekelt volna.
A gyártásellenőrzés aprólékos volt, szó szerint letapogatta a dalok szövegét, és megkövetelte, hogy a művészek cseréljék le az inkriminált sorokat.
Két emblematikus eset fordult elő a Doorsszal, amely a Light My Fire című dalnál nem fogadott el semmiféle kényszert, amikor arra kérték őket, hogy változtassák meg a „Lány, nem tudtunk sokkal feljebb” című verssor szavait, mint lehetséges utalást a drogokra. de Jim Morrison pontosan úgy tolmácsolta a dalt, ahogy megírták, kiváltva ezzel Ed Sullivan haragját, amit a banda ennek ellenére könnyen vett; míg a Rolling Stones engedelmesebbnek bizonyult, amikor a Let's Spend the Night Together (Töltsük együtt az éjszakát) sort a megnyugtatóbb Let's Spend Some Time Together (Töltsünk együtt egy kis időt) sorra változtatta.

## Paródiák
Sok zenész parodizálta az Ed Sullivan Show-t saját videóklipjében.
- L.A. Guns : Soha nem elég
- Billy Joel : Mesélj neki róla
- OutKast : Szia!
- Red Hot Chili Peppers : Dani California
- Nirvana : In Bloom
- The Rutles (1978, film)

## Bibliográfia
- Joe Garner, Maradjon velünk: A televízió felejthetetlen pillanatai (Andrews McMeel Publishing; 2002) ISBN 0-7407-2693-5
- Palacikk a Beatles megjelenéséről az Ed Sullivan show-ban

## Fordítás
Ez a szócikk részben vagy egészben  a   The Ed Sullivan Show című olasz Wikipédia-szócikk ezen változatának fordításán alapul.  Az eredeti cikk szerkesztőit annak laptörténete sorolja fel. Ez a jelzés csupán a megfogalmazás eredetét és a szerzői jogokat jelzi, nem szolgál a cikkben szereplő információk forrásmegjelöléseként.